# A Zöld-foki Köztársaság a 2020. évi nyári olimpiai játékokon
Zöld-foki Köztársaság a japán Tokióban megrendezett 2020. évi nyári olimpiai játékok egyik részt vevő nemzete. Az országot 4 sportágban 4 sportoló képviseli.

## Atlétika
Férfi
| Versenyző      | Versenyszám | Előfutam | Előfutam | Elődöntő | Elődöntő | Döntő   | Döntő    |
| Versenyző      | Versenyszám | Idő      | Hely.    | Idő      | Hely.    | Idő     | Helyezés |
| -------------- | ----------- | -------- | -------- | -------- | -------- | ------- | -------- |
| Jordin Andrade | 400 m gát   | 50,64    | 7.       | kiesett  | kiesett  | kiesett | kiesett  |

## Cselgáncs
Női
| Versenyző        | Versenyszám | Nyolcaddöntő       | Negyeddöntő | Elődöntő | Döntő   | Helyezés |
| ---------------- | ----------- | ------------------ | ----------- | -------- | ------- | -------- |
| Sandrine Billiet | Váltósúly   | Zoirov (UZB) · 0–5 | kiesett     | kiesett  | kiesett | kiesett  |

## Ökölvívás
Férfi
| Versenyző            | Versenyszám | Selejtező                | Nyolcaddöntő               | Negyeddöntő | Elődöntő | Döntő   | Helyezés |
| -------------------- | ----------- | ------------------------ | -------------------------- | ----------- | -------- | ------- | -------- |
| David Daniel De Pina | Légsúly     | Khojieva (UZB) · 100–000 | Agbegnenou (FRA) · 000–010 | kiesett     | kiesett  | kiesett | kiesett  |

## Torna

### Ritmikus gimnasztika
| Versenyző    | Versenyszám | Selejtező | Selejtező | Selejtező | Selejtező | Selejtező | Selejtező | Selejtező | Döntő   | Döntő   | Döntő    | Döntő   | Döntő    | Helyezés |
| Versenyző    | Versenyszám | Karika    | Karika    | Labda     | Buzogány  | Szalag    | Összesen  | Összesen  | Karika  | Labda   | Buzogány | Szalag  | Összesen | Helyezés |
| Versenyző    | Versenyszám | Pont      | Hely.     | Pont      | Pont      | Pont      | Pont      | Hely.     | Pont    | Pont    | Pont     | Pont    | Pont     | Helyezés |
| ------------ | ----------- | --------- | --------- | --------- | --------- | --------- | --------- | --------- | ------- | ------- | -------- | ------- | -------- | -------- |
| Márcia Lopes | Egyéni      | 7,550     | 13,200    | 13,200    | 12,550    | 9,550     | 42,850    | 26.       | kiesett | kiesett | kiesett  | kiesett | kiesett  | kiesett  |